# Contele Dracula
Contele Dracula este un personaj ficțional, creat de Bram Stoker. A fost inspirat de personajul istoric real Vlad Țepeș.

## Legendă
Scriitorul britanic Bram Stoker putea ușor consulta la Royal Library din Londra câteva din acele gravuri săsești din secolul XV, ce se găseau și în colecțiile de la British Museum, în care Vlad Țepeș este descris ca un monstru, un vampir ce bea sânge de om și un mare amator de cruzimi. A avut probabil acces și la cartea History of Moldavia and Wallachia a lui Johann Christian Engel, care îl descrie pe Vlad Țepeș ca un tiran sângeros, ceea ce i-a dat probabil ideea să ia prințul Valahiei ca model pentru personajul său fictiv, "Dracula". Unii istorici au propus ideea că Stoker ar fi avut o relație de amiciție cu un profesor maghiar de la Universitatea din Budapesta, Arminius Vambery (Hermann Vamberger), și este posibil ca acesta să îi fi dat informații despre Vlad Țepeș. Mai mult, faptul că Dr. Abraham Van Helsing îl menționează pe prietenul său Arminius în romanul din 1897 ca sursă a cunoștințelor sale despre Vlad al III-lea numit Dracula, pare să sprijine această ipoteză. Trebuie reținut și faptul că aceasta pare să fie singura cauză, neexistând o legătură reală între Vlad Drăculea din istorie (1431-1476) și mitul literar modern al vampirului care este cartea lui Bram Stoker. Acesta s-a folosit de surse folclorice, mențiuni istorice și experiențe personale pentru a realiza un personaj complex. Pe de altă parte, merită menționat faptul că detractorii politici principali ai lui Vlad - în general sașii - se foloseau de sensul de diavol al  cuvântului drac pentru a umbri reputația voievodului. Astfel ar putea asocierea dintre cele două sensuri ale cuvântului, dragon și diavol, să explice o legătură mai puternică între Vlad Țepeș și vampirism?
Tot Bram Stoker a avut ideea să asocieze acestei legende europene un animal sud-american: liliacul hematofag zis Vampir (Desmodus rotundus).

## Presa străină și ecranizări

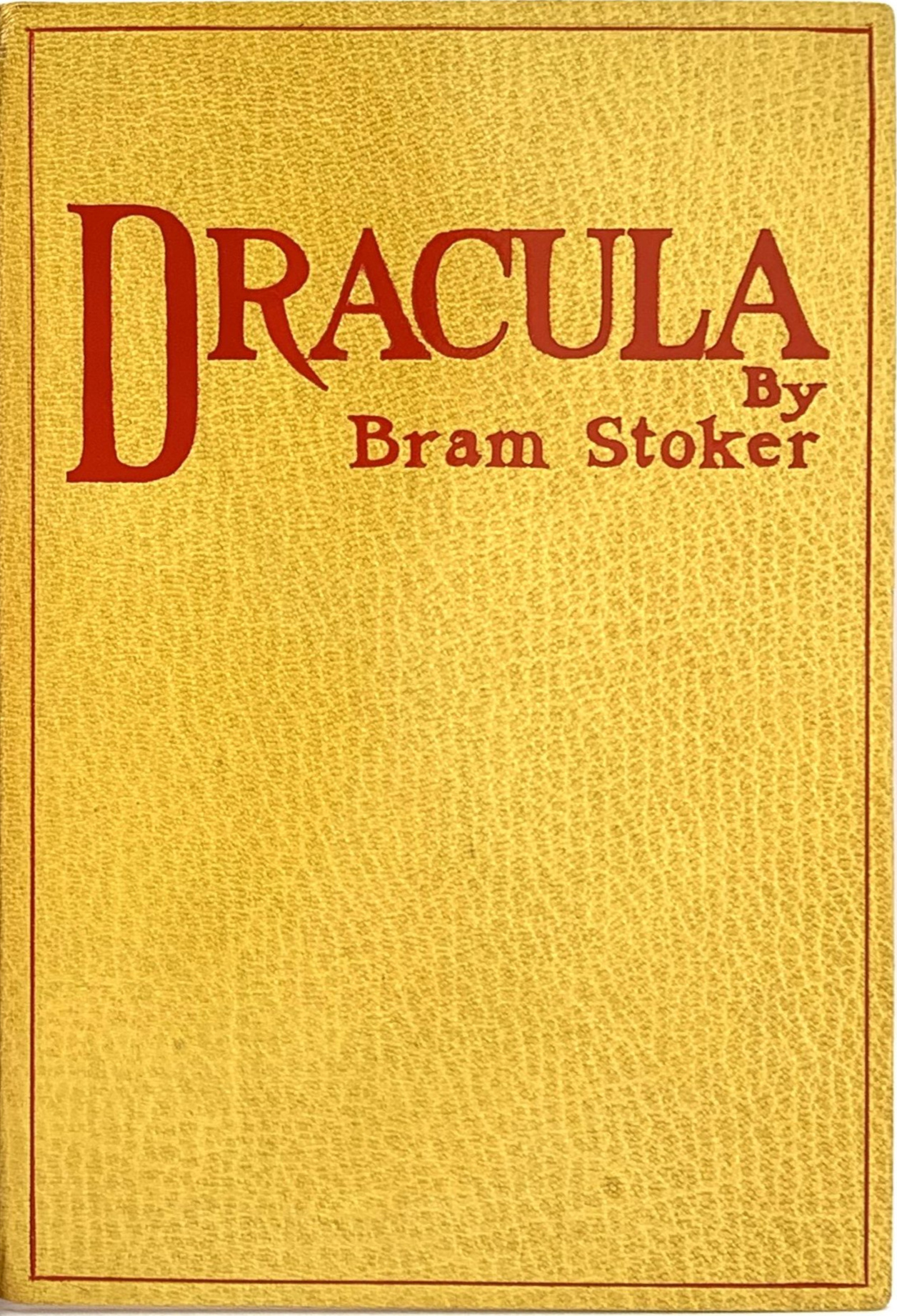
Prima ediţie a romanului Dracula

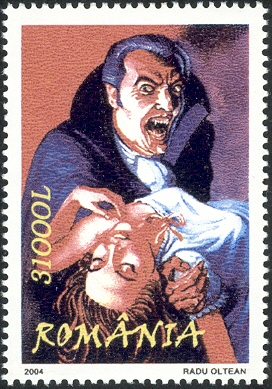
Timbru românesc din 2004

Dacă nu ar fi scris Bram Stoker romanul Dracula în 1898, probail Vlad Țepeș ar fi rămas mai necunoscut pentru cei din afara României. Deși romanul se îndepărtează de realitate, descriindu-l pe Vlad Țepeș ca un personaj mitologic - vampir, el este cauza notorietății de care se bucură și în prezent domnitorul român.
Prima ecranizare a romanului a fost făcută în Germania în 1922, filmul numindu-se Nosferatu, Eine Symphonie des Grauens (Nosferatu – Simfonia groazei), avându-l în distribuție pe actorul Max Schreck. Numele contelui Dracula este schimbat aici în contele Orlok, din cauză că regizorul filmului, Friedrich Wilhelm Murnau nu putuse obține la acea vreme acordul autorului pentru ecranizare. Numele de Nosferatu seamănă evident cu vorba nesuferitu prin care sătenii români de odinioară evocau Dracul. Dracula (film din 1958), un film britanic în regia lui Terence Fisher.
Ecranizarea propriu-zisă a romanului (cu numele eroului neschimbat) se filmează în 1931 - horror-ul clasic Dracula, avându-l în rolul principal pe actorul de origine maghiară Béla Lugosi. Ultima ecranizare - și cea mai fidelă, și cea mai cunoscută - este filmată în 1992. Filmul - "Bram Stoker's Dracula" este regizat de Francis Ford Coppola și are în distribuție actori consacrați de la Hollywood (unii dintre ei necunoscuți la acea vreme), începând cu Gary Oldman - contele Dracula, alături de Anthony Hopkins  - Dr. Van Helsing, Winona Ryder, Keanu Reeves și Cary Elwes, care mai târziu joacă și în "Shadow of the Vampire" (Umbra Vampirului), împreună cu John Malkovich și William Dafoe, un film despre ecranizarea "Nosferatu".
Personajul mititc Dracula, este cunoscut în primul rând pentru pedeapsa prin trasul în țeapă a cerșetorilor, hoților, etc. De aici și numele "(Vlad)ȚEPEȘ". 
Sunt prezente în folclorul românesc poveștile cu strigoi, poveștile cu vampiri și poveștile cu vârcolaci.